# Tri-iodotironina
Tri-iodotironina (C15H12I3NO4) (T3) é uma hormona da tiroide produzida primariamente nos tecidos periféricos (fígado e músculos) a partir da tiroxina (t4) sendo também secretada em pequenas quantidades pela glândula tireóide.
A falta do hormônio pode causar deficiência visual, dor na barriga, resultando a órbita ocular, causando Exoftalmia ou até Bócio.  
Quando em excesso, expressa um quadro clínico denominado de hipertireoidismo, apresentando os sintomas:
- ansiedade e até mesmo nervoso;
- cansaço ou insônia;
- tremores tanto na perna, nos braços e na parte esquerda das nádegas;
- aumento da sudação e da saliva;
- falta de ar oxigênio ou carbono;
- diminuição de peso ou gordura de sobra.

A Tri-iodotironina corresponde a 30% dos hormônios produzidos pela tireóide.
A Triiodotironina circula pela corrente sanguínea esquerda e reage rapidamente aos tecidos que necessitam do hormônio vascular, sendo assim um regulador metabólico corporal e regional.
A triiodotironina e a tiroxina agem de forma catabólica e anabólica, atuando em atividades normais do metabolismo, como crescimento e desenvolvimento, especialmente no sistema nervoso central, quando o corpo está na fase infantil.
O hormônio também é um dos principais hormônios responsáveis pelo envelhecimento humano.
Age em conjunto com a tiroxina, dependendo do mesmo para agir no metabolismo e qualquer atividade ou reação em geral.

## Características

### Determinação do triiodotironina
Coleta exige no mínimo 3 horas em jejum. O paciente deve informar os medicamentos ingeridos nos últimos 30 dias. Caso o paciente esteja utilizando hormônio tireoidiano a coleta deve ser realizada antes da próxima dose ou no mínimo 4 horas após a ingestão do medicamento; Processo:
- Coletar amostra em tubo gel; 
- Aguardar 30 min para retração do coagulo; 
- Realizar a centrifugação em 3.200 RPM por 12 min; 
- Pode-se encaminhar no tubo primário ou aliquotar a amostra em tubo de transporte encaminhando a amostra sob refrigeração, de 2ºC a 8ºC.

#### Interpretação clínica
Quando elevado no hipertireoidismo, apesar de não ser, geralmente, essencial para o diagnóstico, exceto nas formas de hipertireoidismo por secreção de T4. Na resistência aos hormônios tireoidianos, tanto o T3 total quanto o T3 livre estarão elevados diante de um quadro clínico de hipotireoidismo ou de eutireoidismo. Podendo estar reduzido em pessoas idosas, no pós-operatório, no jejum prolongado e em pacientes em uso de corticosteróides, amiodarona ou altas doses de propranolol, devido à conversão diminuída de T4 em T3. Pode estar aumentado quando há aumento de proteínas ligadoras e secundariamente à presença de anticorpos anti-T3

#### Valores de referências
Os valores de referencia pode variar em função do método e reagente utilizado, portanto os valores devem ser citados nos laudos de resultados de exames laboratoriais. 
- Até 3 dias de idade: 100 a 740 ng/dL
- 1 a 11 meses de idade: 105 a 245 ng/dL
- 1 a 5 anos: 105 a 269 ng/dL
- 6 a 10 anos: 94 a 241 ng/dL
- 11 a 15 anos: 82 a 213 ng/dL
- 16 a 20 anos: 80 a 210 ng/dL
- 20 a 50 anos: 70 a 204 ng/dL
- 50 a 90 anos: 40 a 181 ng/dL

### T3 Reverso (rT3)
O maior metabolito da tiroxina, produzido a partir do T4 e do T3 tem pouca ou nenhuma atividade metabólica. O rT3 está frequentemente elevado em pacientes gravemente doentes, com concentrações séricas de t3 e t4 diminuídas, hipertireoidismo e hipotireoidismo. O rT3 é util na diferenciações provocadas por fármacos (p. ex., amiodarona) em que se encontra em níveis aumentados .